# ヨアンドリ・ベタンソス
ヨアンドリ・ベタンソス (Yoandri Betanzos、1982年2月15日-)は、キューバの男子陸上競技選手。三段跳の選手として2003、2005年の世界陸上において2大会連続で銀メダルを獲得した選手である。

## 主な実績
| 年   | 大会                               | 場所                             | 種目   | 結果 | 記録   |
| ---- | ---------------------------------- | -------------------------------- | ------ | ---- | ------ |
| 2000 | 世界ジュニア陸上選手権             | サンティアゴ（チリ）             | 三段跳 | 銀   | 16.34m |
| 2003 | パンアメリカンゲームズ             | サントドミンゴ（ドミニカ共和国） | 三段跳 | 金   | 17.26m |
| 2003 | 世界陸上選手権                     | パリ（フランス）                 | 三段跳 | 銀   | 17.28m |
| 2004 | 世界室内陸上選手権                 | ブダペスト（ハンガリー）         | 三段跳 | 銅   | 17.36m |
| 2005 | 世界陸上選手権                     | ヘルシンキ（フィンランド）       | 三段跳 | 銀   | 17.42m |
| 2005 | IAAFワールドアスレチックファイナル | モンテカルロ（モナコ）           | 三段跳 | 1位  | 17.46m |
| 2006 | 世界室内陸上選手権                 | モスクワ（ロシア）               | 三段跳 | 銅   | 17.42m |
| 2006 | IAAFワールドアスレチックファイナル | シュトゥットガルト（ドイツ）     | 三段跳 | 1位  | 17.29m |

## 自己ベスト
- 三段跳　17.65m (2009年4月25日)